# Mickaël Quemener
Mickaël Quemener (Brest, 26 augustus 1980) is een voormalig Frans wielrenner die in het verleden uitkwam voor Cofidis.

## Overwinningen
1997
- Wereldkampioen Olympic sprint, Junioren

1998
- Wereldkampioen sprint, Junioren
- Wereldkampioen Olympic sprint, Junioren
- kampioen van Frankrijk sprint, junioren

1999
- Team cofidis

## Grote rondes
Geen
Bourgain · 
De Wolf · 
Delbove · 
Desbiens · 
Farazijn · 
Gané · 
Gaumont · 
Gwiazdowski · 
Jalabert · 
Julich · 
Lamour · 
Lelli · 
Le Quellec · 
Loder · 
Mattan · 
Meier · 
Millar · 
Moncoutié · 
Moreau ·
Plouhinec · 
Prétot · 
Quemener · 
Rinero · 
Rokia · 
Tombak · 
Tournant · 
Vandenbroucke · 
Guillaume (stagiair) · 
Krafft (stagiair) · 
Ravaleu (stagiair) 